# Črni potok (Jesenica)
Črni potok je potok v Karavankah. Svoje vode nabira na pobočjih gore Ptičji vrh (1550 m) na slovensko-avstrijski meji. Teče mimo Savskih jam in se pri vasi Planina pod Golico izliva v potok Jesenica, ta pa nato v Svobodni potok, ki se na Jesenicah kot levi pritok izlije v Savo Dolinko.